# Иваницкий-Ингило, Рафаил Александрович
Рафаил Александрович Иваницкий-Ингило (груз. რაფიელ ინგილო-ივანიცკი, 23 июля 1886, Гах, Закатальский округ — 27 июня 1966 или 11 июля 1966, Париж) — грузинский юрист, публицист, священнослужитель.

## Биография
Рафаил Иваницкий-Ингило родился 23 июля 1886 года в селе Кахи. Дед Рафаила (имя неизвестно) во время Кавказской войны перешёл на сторону Российской империи, чтобы бороться с Шамилём. Он приехал в Тифлис, где был крещён полковником Иваницким, приближённым Воронцова, и получил фамилию в честь крёстного. Так появилась фамилия Иваницкий-Ингило (добавка «Ингило» происходит от псевдонима Рафаила, взятого по названию этнографической группы грузин — «ингилойцы»). Отец Рафаила, Александр, был рукоположён в сан священника в Тифлисском храме Сиони, похоронен в Саингило. У Александра и его жены Мариам, урождённой Иашвили, было четверо сыновей и одна дочь.
Рафаил Ингило сначала учился в Телавской духовной семинарии, затем в Тифлисской гимназии. После окончания юридического факультета Петербургского университета он вернулся в Тифлис и женился на Варваре Ильиничне, урождённой Харашвили. В браке родилось три сына — Леонид, Дмитрий и Ираклий.
В Грузии Рафаил Иваницкий начал активную общественную деятельность. В разное время он работал учителем и юристом. С 1916 года в грузинских периодических изданиях часто публикуются его публицистические статьи по различным вопросам общественной жизни. Он уделил особое внимание освещению своей малой родины — Саингило и различным вопросам, с которыми сталкивались грузины-ингилойцы. Рафаил часто публиковал публицистические статьи под псевдонимом «Ингило», «Р. И.», «Р. Ингило» и «Рафо Ингило». Рафаил вместе с его братьями, священниками Тарасом, Аполлоном и Владимиром, внёс большой вклад в культурное развитие коренного народа Саингило и укрепление там христианской веры.
В 1917 году Иванский принимал активное участие в восстановлении автокефалии Грузинской церкви, был членом и секретарём Совета католической церкви Грузии. В июне 1917 года Рафаил Иваницкий вступил в Национально-демократическую партию Грузии. На учредительном съезде НДП он был избран членом Президиума и одним из секретарей съезда. Был членом центрального (главного) комитета партии. Он был активным сотрудником газеты «Грузия» той же партии и был её фактическим редактором в течение года, затем помощником редактора и руководителем политического отдела этой газеты.
Рафаил Ингило был избран членом и секретарём католического совета Грузии. Принимал активное участие в восстановлении и провозглашении автокефалии Церкви Грузии. Он также занимался активной политической деятельностью. После восстановления грузинской государственности (26 мая 1918 года) он был избран в Учредительное собрание депутатом от Саингило. Публицистические письма, опубликованные в 1918—1920 годах наглядно отражали космополитическую политику социал-демократов, возглавляющих правительство.
В феврале 1921 года установление большевистского режима на основе атеистической идеологии в Грузии было неприемлемо для Рафаила Ингило. 5 июля 1921 года он выступил против договора, по которому исторический район Саингило был передан Азербайджанской ССР. Он также выступил с речью на Третьем церковном соборе, состоявшемся 3 сентября 1921 года в Гелати. По его мнению, после изменения территориальной принадлежности Саингило православная церковь там будет отторгнута от Грузинской православной церкви. Эти опасения оправдались, и православные приходы Закатальского района с 1923 года перешли в юрисдикцию Русской православной церкви.
В ночь на 10 февраля 1922 года Рафаил Ингило был арестован, чтобы предотвратить его участие в демонстрации протеста в годовщину советизации Грузии. Другую возможную причину ареста видят в его радикальной речи на Третьем церковном соборе. Рафаил находился в изоляции в исправительном доме № 2 «Метехи». 24 марта 1922 католикос-патриарх всея Грузии Амвросий Хелая обратился к властям с требованием освободить Рафаила Ингило. Весьма вероятно, власти прислушались к этой просьбе, и Рафаил был отпущен. В октябре 1922 года Грузинская «ЧК» отправила большую группу политзаключённых в Москву для распределения в концентрационные лагеря РСФСР. За этим последовали бурные протесты политзаключённых в исправительном учреждении № 2 «Метехи», так как согласно советской риторике Грузия была независимой советской республикой, а депортация её граждан в концентрационные лагеря в другие республики была нарушением советского законодательства. Реакцией на это была высылка 9 октября 1922 года группы из 62 политических заключённых, включая Рафаила Иваницкого-Ингило, через Москву в Польшу, а затем в Германию.
В Европе Рафаил Ингило недолгое время жил в Германии (в Берлине), затем в Вене, с 1924 по 1948 — в Риме. Будучи членом Совета католической церкви Церкви Грузии, он считался представителем Церкви Грузии у престола Папы Римского. Возглавлял Церковный комитет Грузии в Берлине. Из оставшихся в Грузии родственников он вёл только переписку с женой и детьми в Тбилиси.
Грузиновед. Псаломщик русской церкви в Риме (1927—1947). Придерживался ориентации Зарубежного Синода. С 1947 года священник в Мадриде.
Рафаил Ингило активно сотрудничал и публиковал статьи в грузинских национальных эмигрантских газетах — «Независимая Грузия», «Родина». Вместе с Вачнадзе он входил в группу под названием «Мамулишвили», которая была основана в 1929 году, а затем слилась с группой Асатиани.
Рафаил Ингило был близок с Ираклием Багратионом, представителем династии Багратион-Мухранских, переехавшим в 1940 году в Италию, чтобы жениться на итальянской графине Мария-Антуанетта Паскини деи Конти ди Костафьорите. В 1942 году при поддержке итальянского короля Виктора Эммануила III Рафаил опубликовал книгу на итальянском языке под названием «Грузия и её Шота Руставели» («La Georgia e il suo bardo Scioto Rustaveli»), написанную им по заказу итальянского королевского двора. Работа сопровождалась кратким переводом «Рыцаря в тигровой шкуре» и иллюстрировалась Георгием Абхазским — художником-декоратором Римского оперного театра.
22 февраля 1944 года Мария-Антуанетта Паскини умерла при родах сына Георгия. После этого Ираклий Багратион покинул Италию и переехал в Мадрид, где 29 апреля 1946 года женился на племяннице испанского короля Альфонсо XIII, Марии де лас Мерседес де Бавария и де Бурбон. Желание Ираклия Багратиона и грузин, обосновавшихся в Мадриде, состояло в том, чтобы открыть грузинскую церковь, ей после рукоположения должен был руководить Рафаил Ингило. В 1948 году Рафаил Ингило стал сначала дьяконом, а затем был рукоположён в священники в соборе Андрея Первозванного в Париже по благословению Вселенского Патриарха Константинопольского. Вскоре ему был присвоен сан архимандрита. Приход отца Рафаила в Мадриде был многонациональным. Русские, греки, болгары и сербы посещали храм вместе с грузинами. Отец Рафаил служил и на грузинском, и на русском, и на греческом языках.
Рафаил Инглио также активно сотрудничал с испанским национальным радио. В 1950-х годах там он вёл воскресные религиозные беседы. Он часто выступал на религиозные темы и на грузинской секции мюнхенского радио «Свобода».
В последние годы жизни здоровье Рафаила Ингило стало слабеть, и он переехал в Париж, где умер 27 июня 1966 года. Похоронен на грузинском кладбище в Левиле.

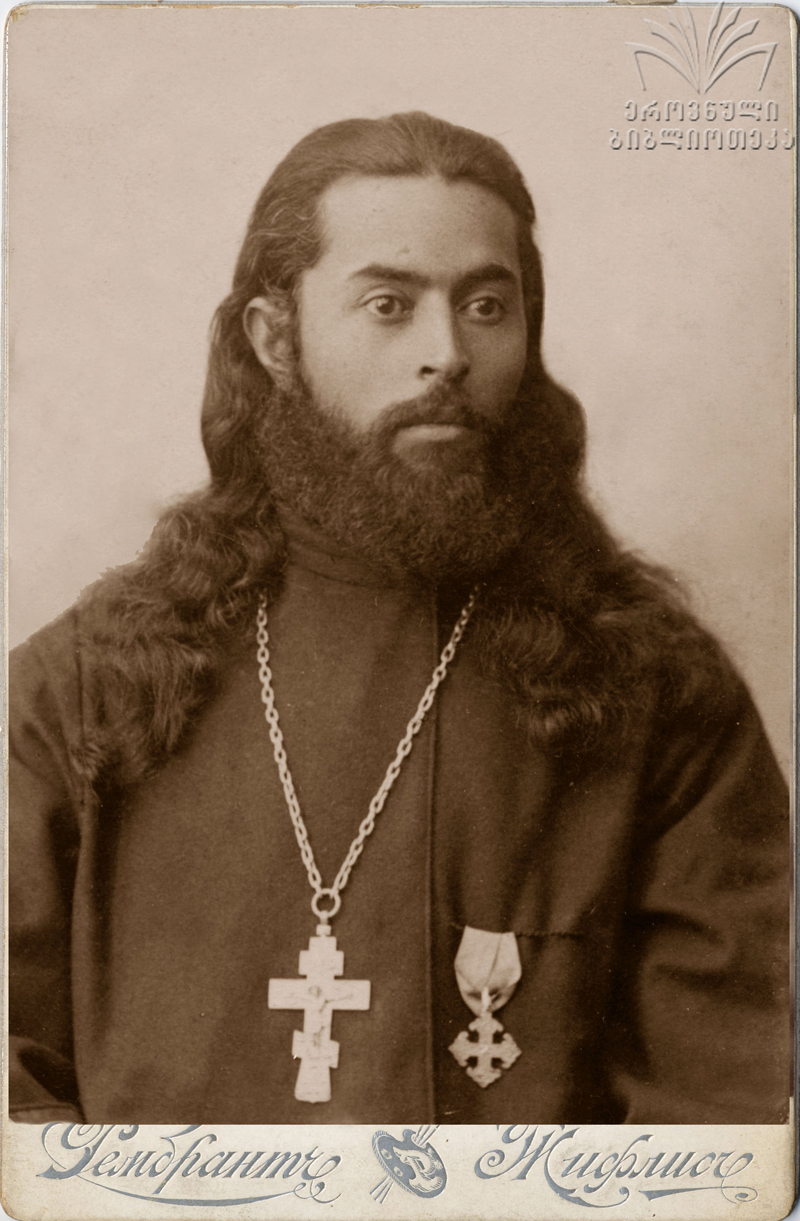
Тарас Иваницкий, священник Грузинской православной церкви в Саингило, младший брат Рафаила.

## Семья
- Жена — Варвара Ильинична, урождённая Харашвили, осталась в Грузии вместе с сыновьями.
  - Сын — Леонид,
  - Сын — Дмитрий
  - Сын — Ираклий.
- Брат — Тарас Иваницкий, священник
- Брат — Аполлон Иваницкий, священник
- Брат — Владимир Иваницкий, священник
- Сестра — Софья (Соня), бабушка актёра Гурама Сагарадзе,
- Брат — Николай, окончил в Санкт-Петербурге Лесотехнический институт, работал по специальности в Саингило и на Северном Кавказе. Его жена —  Мария Владимировна, урождённая Отарашвили, из села Кахи[источник не указан 1802 дня].

## Труды
- Iwanitsky-Ingilo, Raphael. Lose Blätter aus der Geschichte der GeorgischenKirche. // Ex Oriente. Religiöse und philosophische Probleme des Ostensund des Westens 1927, S. 133—151
- La Georgia e il suo bardo Sciotha Rusthaveli. Roma: 1941 («Грузия и её поэт Шота Руставели» на итальянском языке)
- Rafael Ingilo, George Uratadze. La iglesia Ortodoxa Autocéfala Georgiana // Genocidio : testimonio de una alienación colectiva. Institut zur Erforschung der UdSSR. Buenos Aires: Marymar, 1968. 447 p

### Рекомендуемые источники
- ქართული ემიგრანტული ჟურნალისტიკის ისტორია, თბ., 2003
- ისტორიული პორტრეტები, დასაწყისი XX საუკუნისა, თბ., 2008
- მე და ჩემი ეკლესია, ჰერეთის ისტორია : მოკლე ქრონოლოგიური მიმოხილვა, თბ., 2012
- ელდარ ბუბულაშვილი, რელიგიის ისტორიის საკითხებისა. საქართველოს მეცნიერებათა ეროვნული აკადემია, თბილისი, 2010